# Доњи град (Сребреница)
Доњи град у Сребреници представља историјско подручје и национални споменик Босне и Херцеговине. Чине га остаци артиљеријског утврђења из периода владавине Османлија. Пре изградње утврђења, на највишем платоу у Сребреници, постојала је тврђава Сребреник или „Стари град“. Нешто ниже од њега у османском добу саграђено је ново утврђење познато као Доњи град или Бедем град. Међутим због запуштености и руинирања прве тврђаве, у новије време, код локалног становништва је Доњи град попримио име Стари град. Назив Стари град се често помиње у контексту који подразумева остатке обе тврђаве.

## Опис добра
Не постоје прецизни детаљи о периоду градње Доњег града. Након пада Краљевине Босне под османску власт 1463. године, Османлије су значајно оштетили средњовековну тврђаву. За време владавине Бајазита II тврђава је делимично обновљена и стављена у поновну функцију. Познати отомански путописац Евлија Челебија је године 1660. забележио податке о сребреничком утврђењу петоугаоне основе. Иако се првобитно сматрало да је реч о опису Доњег града, детаљним проучавањем путописа утврђено је да је Челебија описивао старо утврђење а не ново. Верује се да је Доњи град настао крајем 17. века. Тек по подацима пописа из 1833. године помиње се јасно постојање Доњег и Горњег града. Док су се у Горњем граду махом налазило складиште хране, у Доњем граду доминирали су оружје и муниција.
Доњи град саграђен је као топничка тврђава четвороуглог облика. Налази се на претежно равничарском платоу изнад града Сребренице. Оријентисана је у смеру север – југ и заузима површину од око 12400 метара квадратних. Дугачка је 165 метара а и широка између 60 и 80 метара. У најширем делу тврђаве налазио се казамат. Тврђава је имала три куле и бедем који је са спољне стране достизао висину и до пет метара.
Непосредно надомак Доњег града налази се Бијела џамија, позната и као Скендерова џамија, која са тврђавом чини посебну историјску целину. За џамију се верује да је настала или на остацима дубровачке цркве св. Николе, подигнуте у 14. веку или да је црква по доласку Османлија преуређена у џамију. Уз џамију налази се и старо гробље.

## Степен заштите
У просторном плану Босне и Херцеговине до 2000. године, Доњи град заједно са џамијом се нашао на двадесетом месту на попису највреднијих урбаних целина у БиХ. Новембра 2006. године Комисија за очување националних споменика Босне и Херцеговине прогласила је Историјско подручје – Доњи град у Сребреници националним спомеником.
На већем делу историјског подручја примењује се други степен заштите а на мањем делу први степен.
Не постоји подаци о већим истраживачким или археолошким радовима на простору Доњег града. У сврху ревитализације споменика, током 2006. године, археолог мр Мирко Бабић започео је археолошка истраживања унутар бедема. Градска власт у Сребреници је, крајем децембра 2018. године, најавила израду пројектног плана за реконструкцију Доњег и Горњег града како би се обогатила туристичка понуда Сребренице.
На већем делу површине налази се дивље растиње и земљани наноси а велики део каменог бедема је урушен и запуштен.